# Svatyně Curugaoka Hačiman

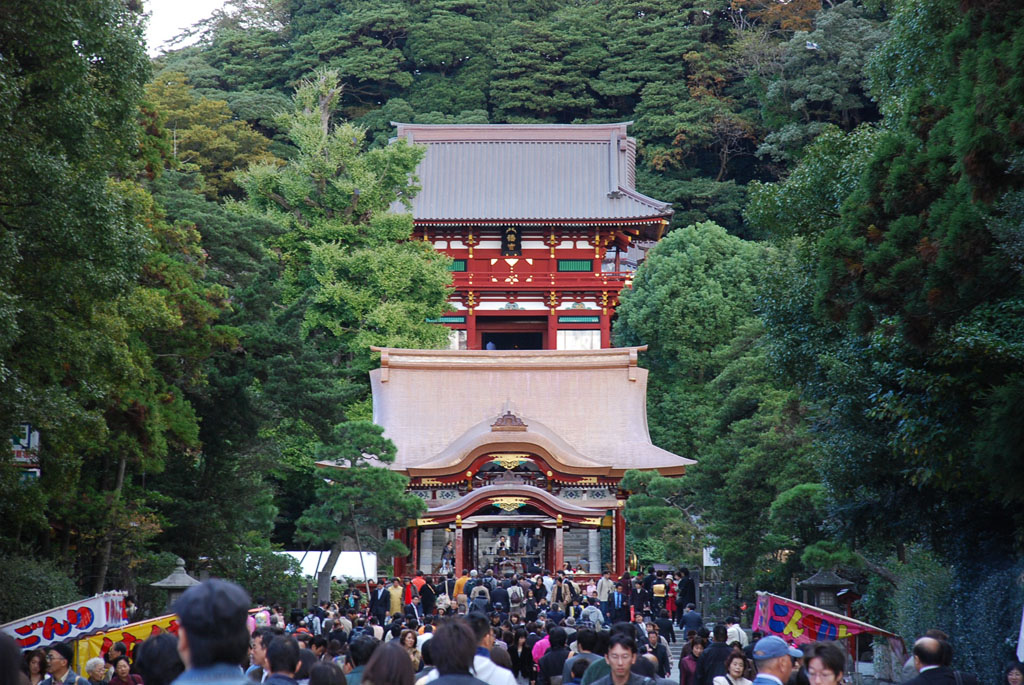
Svatyně Curugaoka Hačiman

Svatyně Curugaoka Hačiman (japonsky v kandži 鶴岡八幡宮 v hiraganě つるがおかはちまんぐう) je šintoistická svatyně a poutní místo ve městě Kamakura v prefektuře Kanagawa v Japonsku. V areálu svatyně se konají slavnosti a stojí tu Muzeum moderního umění. Svatyně byla od 11. století svatyní rodu Minamoto, který založil kamakurský šógunát. Většina budov svatyně není původních a jedná se převážně o rekonstrukce.